# Manoel Tobias
Manoel Tobias da Cruz Júnior (Salgueiro, 19 de abril de 1971) é um ex-jogador brasileiro de futsal que jogava na posição de Fixo. Bicampeão da Copa do Mundo de Futsal e eleito 3 vezes o Melhor Jogador de Futsal do Mundo pela FIFA, Tobias é considerado um dos maiores jogadores de futsal de todos os tempos.
Em 1996, ele teve uma breve passagem pelo futebol de campo atuando como meio-campista do Grêmio.

## Carreira
Manoel Tobias é considerado um dos melhores e um dos mais importantes jogadores do futsal mundial. O auge da sua carreira aconteceu no Mundial de Barcelona em 1997, jogando pelo Sport Club Internacional , onde ganhou o troféu Bola de Ouro como melhor jogador, e a Chuteira de Ouro por ter sido o artilheiro da competição com 14 gols.
Em 29 de janeiro de 2013, Manoel Tobias foi confirmado como auxiliar do novo técnico da Seleção Brasileira de Futsal, Ney Pereira, substituindo Marcos Sorato.

### Futebol
No futebol de campo, Manoel Tobias foi campeão da Copa Renner de 1996, atuando pelo Grêmio Foot-Ball Porto Alegrense. Neste torneio, ele chegou até a fazer um gol, contra o Caxias, na vitória de 3 a 1 de sua equipe.

## Títulos

### Futebol
Grêmio
- Copa Internacional Renner: 1996

### Futsal

#### Seleção Brasileira
- Copa do Mundo de Futsal: 1992 e 1996
- Copa America de Futsal:1992, 1995, 1996, 1997, 1998, 1999 e 2000

Inter/Ulbra-RS
- Liga Nacional de Futsal: 1996
- Copa Intercontinental de Futsal: 1996

Atlético/Pax de Minas
- Campeonato Mineiro de Futsal: 1998 e 1999
- Copa Intercontinental de Futsal: 1998
- Liga Nacional de Futsal: 1999

Vasco da Gama
- Liga Nacional de Futsal: 2000
- Taça Brasil de Futsal: 2000
- Campeonato Carioca: 2000
- Torneio Metropolitano: 2000
- Copa Rio São Paulo-Minas: 2000

Malwee/Jaraguá-SC
- Campeonato Catarinense de Futsal: 2002

#### Individuais
- 3x Melhor Jogador de Futsal do Mundo pela FIFA: 2000, 2001 e 2002
- 2x Melhor Jogador do Copa do Mundo de Futsal: 1996 e 2000
- 2x Artilheiro da Copa do Mundo de Futsal: 1996 (14) e 2000 (19)